# Lijst van bisschoppen van Urgell
Hieronder is een lijst weergegeven van de bisschoppen van Urgell, een plaatsje in Noord-Spanje, sinds 1278. Sinds 1277 is deze bisschop ook co-vorst van Andorra en dus (samen met de Franse co-vorst) een van de twee staatshoofden van dat land.
- 1278-1293: Pere d'Urtx
- 1295-1308: Guillem de Montcada
- 1309-1326: Ramon Trebaylla
- 1326-1341: Arnau de Llordà
- 1341-1347: Pere de Narbona
- 1348-1351: Nicolau Capoci, voorheen bisschop van Utrecht
- 1351-1361: Hugó Desbach
- 1362-1364: Guillem Arnau de Patau
- 1365-1370: Pere de Luna
- 1371-1388: Berenguer d'Erill i de Pallars
- 1388-1415: Galcerand de Vilanova
- 1416-1436: Francesc de Tovia
- 1437-1461: Arnau Roger de Pallars
- 1462-1466: Jaume de Cardona i de Gandia
- 1467-1472: Roderic de Borja, later gekozen tot Paus Alexander VI
- 1472-1515: Pere de Cardona
- 1515-1530: Joan Despés
- 1532-1533: Pedro Jordà de Urríe
- 1534-1551: Francesc de Urríes
- 1552-1556: Miquel Despuig
- 1556-1560: Joan Pérez García de Oliván
- 1561-1571: Pere de Castellet
- 1572-1576: Joan Dimas Loris
- 1577-1579: Miquel Jeroni Morell
- 1580-1586: Hugó Ambrós de Montcada
- 1587-1609: Andreu Capella
- 1610-1620: Bernat de Salbà i de Salbà
- 1621-1627: Luís Díes Aux de Armendáriz
- 1627-1633: Antoni Pérez
- 1634-1651: Pau Duran
- 1655-1663: Joan Manuel de Espinosa
- 1664-1670: Melcior Palau i Boscà
- 1671-1681: Pere de Copons i de Teixidor
- 1682-1688: Joan Desbach Martorell
- 1689-1694: Oleguer de Montserrat Rufet
- 1695-1714: Julià Cano Thebar
- 1714-1737: Simeó de Guinda y Apeztegui
- 1738-1747: Jordi Curado y Torreblanca
- 1747-1756: Sebastià de Victoria Emparán y Loyola
- 1757-1762: Francesc Josep Catalán de Ocón
- 1763-1771: Francesc Fernández de Xátiva y Contreras
- 1772-1779: Joaquín de Santiyán y Valdivielso
- 1780-1783: Juan de García y Montenegro
- 1785-1795: Josep de Boltas
- 1797-1816: Francesc Antoni de la Dueña y Cisneros
- 1817-1824: Bernat Francés y Caballero
- 1824-1827: Bonifaci López y Pulido
- 1827-1853: Simó de Guardiola y Hortoneda
- 1853-1879: Josep Caixal i Estradé
- 1879-1901: Salvador Casañas i Pagès
- 1901: Ramón Riu i Cabanes
- 1902: Toribio Martín
- 1902-1906: Joan Josep Laguarda i Fenollera
- 1907: Josep Pujargimzú
- 1907-1919: Joan Baptista Benlloch i Vivó
- 1919-1920: Jaume Viladrich
- 1920-1940: Justí Guitart i Vilardebò
- 1940-1943: Ricardo Fornesa
- 1943-1969: Ramón Iglesias Navarri
- 1969-1971: Ramón Malla Call
- 1971-2003: Joan Martí i Alanis
- 2003-2025: Joan Enric Vives Sicilia
- 2025-heden: Josep-Lluís Serrano Pentinat